# Judea (provincia romana)
Judea (en latín: Iudæa; en inscripciones, IVDÆA) fue una provincia romana, en la orilla sudoriental del mar Mediterráneo. El Imperio romano cambió el nombre de Judea a Palestina o Provincia Siria Palestina en el año 135, tras aplastar la rebelión de Bar Kojba; lo cual para ciertos historiadores fue un intento de borrar la memoria judía de la región, aunque se ha cuestionado esta interpretación. Los geógrafos Estrabón y Ptolomeo describen a la Provincia de Judea como abarcando el territorio de Judea propiamente dicha junto con Galilea, Samaria, Gaulanítide, Perea e Idumea. En el Nuevo Testamento se usa el nombre Judea para designar tanto la región como la provincia en su conjunto.

## Antecedentes

### Reino Asmoneo
Entre 129 a. C. y 116 a. C., el reino seleúcida sufrió una serie de derrotas que fueron aprovechadas por sus estados clientes para rebelarse. Entre ellos, el Sumo Sacerdote de Jerusalén y gobernante de los judíos, Juan Hircano, comenzó desde 110 a. C. la conquista de los territorios vecinos hasta consolidar un estado judío independiente. Este estado se convirtió formalmente en reino bajo Aristóbulo, hijo de Juan en 104 a C. y adquirió su mayor expansión durante el reinado de su hermano y sucesor Alejandro Janneo (103 a. C.-76 a. C.)

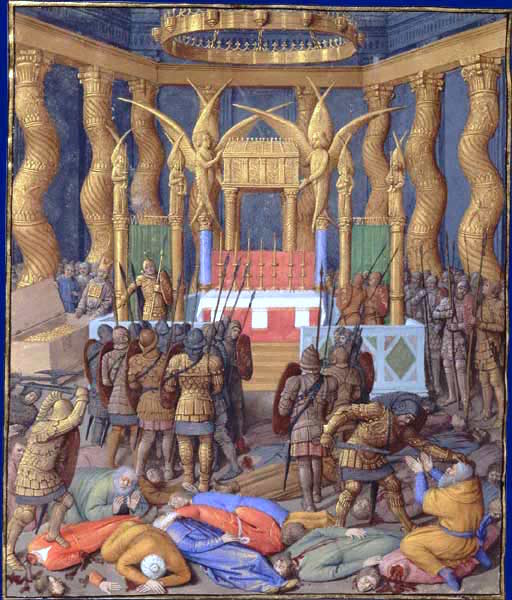
Pompeyo entra en el Templo de Jerusalén (Jean Fouquet).

### Guerra civil e intervención romana
La sucesión de Alejandro, tras la muerte de Salomé Alejandra, desencadenó una guerra civil que fue resuelta con la intervención romana en el año 63 a. C. En efecto, después del final de la Tercera guerra mitridática, se estableció la provincia romana de Siria sobre los restos del desaparecido reino seleúcida, de esta manera el reino asmoneo tuvo como a Roma, entonces su aliada, también como vecina. En Siria se encontraba el victorioso general romano Pompeyo, quien fue llamado en su auxilio por el derrocado príncipe asmoneo Hircano II para recuperar el poder. Pompeyo tomó Jerusalén y entronizó a su cliente como Sumo Sacerdote y etnarca, pero no rey, de los judíos. De este modo, el reino se convirtió en un protectorado de Roma.
Después de la invasión de los partos y ante la dudosa lealtad de los últimos asmoneos, el Senado romano nombró rey de Judea a Herodes, de origen idumeo pero criado como judío, quien era funcionario de Hircano II, casado con su nieta Mariamna I.

### Reino Herodiano de Judea

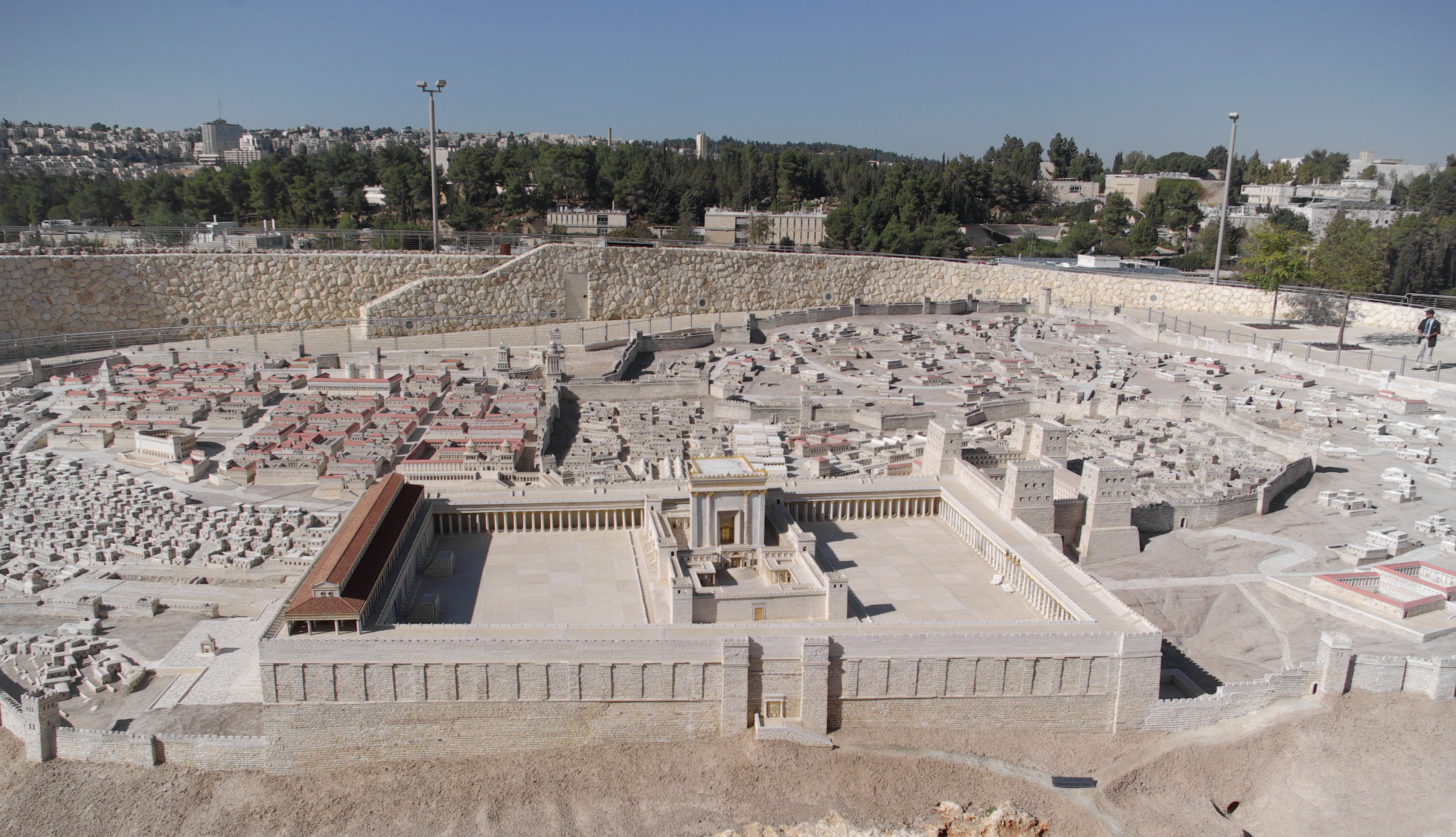
Maqueta del Templo de Jerusalén (llamado el Segundo Templo) y de la ciudad en el. Exhibida en el Museo de Israel, Jerusalén.

El reino de Judea bajo Herodes comienza en 37 a. C., con la captura de Jerusalén y comprende, además de Judea, un extenso territorio en el Levante. Durante ese período se construye la ciudad y puerto de Cesarea Marítima que se convierte, junto a Jerusalén, en una de las capitales del reino.A la muerte de Herodes en el año 4 a. C., Augusto dividió el reino entre tres de sus hijos: dos de ellos, Filipo II y Antipas, fueron establecidos como tetrarcas de Iturea-Traconítide y Galilea-Perea, respectivamente, mientras que el tercero; Arquelao, recibió el resto del reino, Judea, Samaria e Idumea, como etnarca. Ante las protestas de la aristocracia judía por el mal gobierno de Arquelao, Augusto decidió, en 6 d. C., relevarlo del mando y convertir a Judea en una provincia, gobernada por un prefecto de rango ecuestre.

## Judea, provincia romana

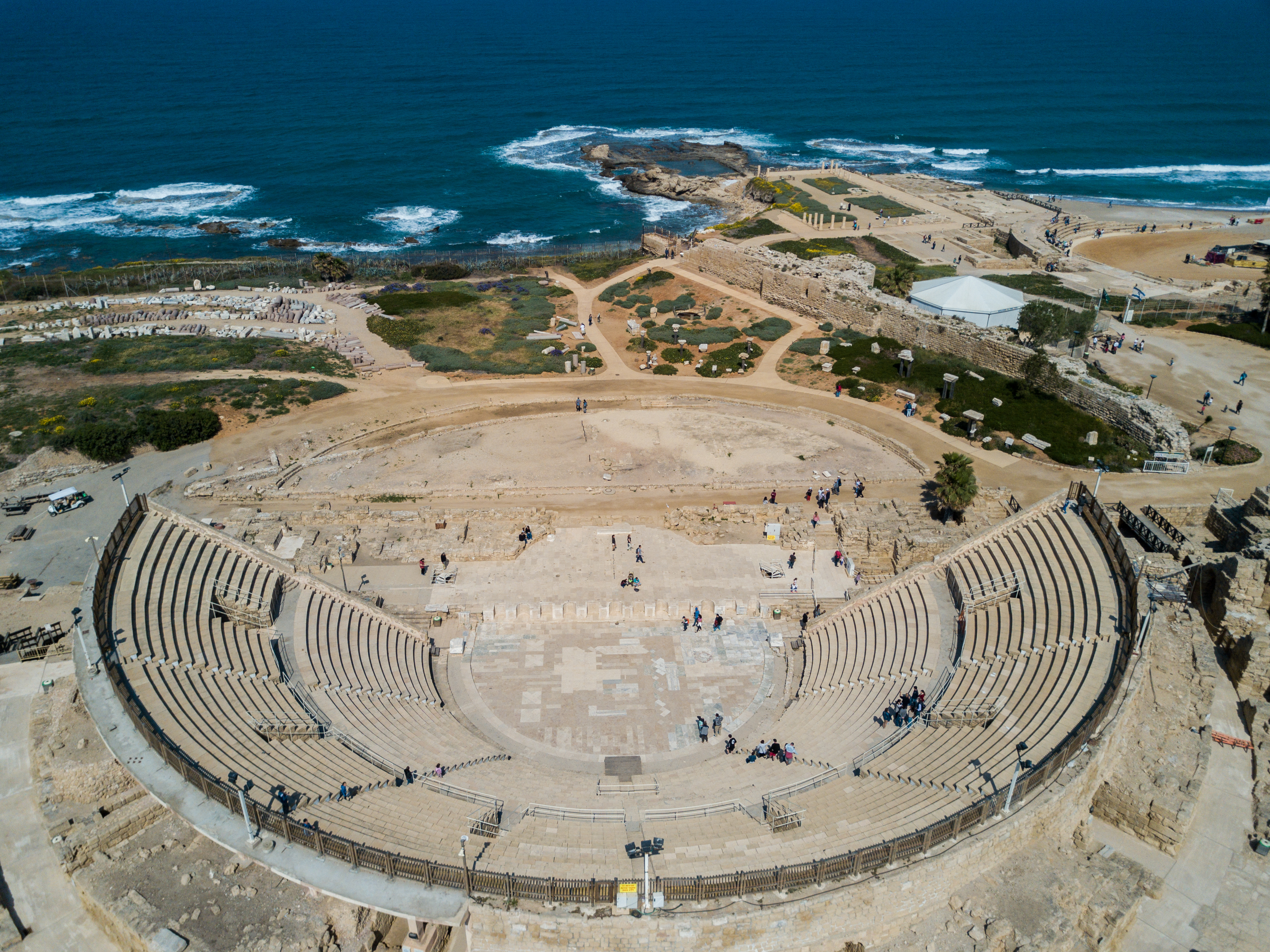
Anfiteatro de Cesarea.

El territorio de la provincia estaba formado por Judea, Samaria e Idumea, aunque algunas ciudades, como Ascalón, fueron adscritas directamente a la provincia de Siria. Galilea, Gaulanitis (el actual Golán), Perea y la Decápolis tampoco eran parte de ella. Sus ingresos eran de poca importancia para el tesoro romano, pero controlaba las rutas terrestres y marítimas costeras hacia Egipto, el granero del Imperio, y era un territorio fronterizo ante el Imperio parto. Judea no era una provincia imperial, ni senatorial, sino un territorio subordinado a la provincia de Siria, por eso su gobernador era un prefecto ecuestre. Su capital era Cesarea en lugar de Jerusalén

### Población
La provincia de Judea no era étnicamente homogénea. Entre sus pobladores se contaban judíos, concentrados en las regiones de Judea y Galilea, idumeos, originalmente paganos convertidos al judaísmo de manera forzosa por Juan Hircano, samaritanos, vinculados a los judíos, pero separados de ellos desde la época persa, y «griegos», es decir, sirios helenizados. Además, en las regiones del interior, había una importante cantidad de sirios que mantenían la lengua y la cultura aramea, nómadas nabateos de origen árabe y minorías de colonos venidos de Mesopotamia. Los pueblos transjordanos, descendientes de amonitas y moabitas, tenían también una fuerte impronta cultural griega.

### Rivalidades y disputas
Una de las características de la provincia era la permanente oposición entre las poblaciones greco-sirias, denominadas genéricamente "griegos", y judías. Entre la primera estaba extendida la desconfianza hacia los “hebreos”, como se los llamaba, a los que consideraban ajenos a la cultura helenística, entendida como universal, reacios a la asimilación, exclusivistas y maliciosos. Los judíos, en especial en las clases populares, veían a sus coprovincianos “griegos” como infieles, opresores y pecadores. En algunos momentos y en ciertos sectores radicales, sobre todo a partir de mediados del siglo I, la vinculación de la aristocracia judía con sus semejantes “griegos” era entendida como una traición a la identidad judía.
Otra disputa que aparece frecuentemente en las fuentes, es la que existía entre los habitantes de Judea propiamente dicha y los samaritanos. Ambos pueblos tenían un origen común, los antiguos reinos de Israel y Judá, adoraban al mismo Dios y seguían la que llamaban su ley o Torá, que había sido, según la tradición compartida por judíos y samaritanos, entregada a Moisés por Dios. La diferencia principal, era que cada uno consideraba al otro como un renegado a las costumbres ancestrales. Los samaritanos creían que el Templo de Jerusalén no correspondía a los mandatos divinos y en su lugar tenían un santuario en el monte Gerizim, y recordaban que Juan Hircano lo había destruido. Los judíos, por su parte, sostenían que los habitantes de Samaria eran mestizos, descendientes de los antiguos israelitas mezclados con pueblos venidos de Mesopotamia, cuyo culto era ilegítimo y medio pagano.
En Galilea, predominaban los pobladores judíos, traídos por los asmoneos, en las áreas rurales y en algunas ciudades pequeñas. Las mayores, como Séforis, primera capital de la región, y Tiberíades, fundada en el año 20 por Antipas, eran ciudades de tipo griego, con una población judía minoritaria que se fue incrementando a lo largo del siglo.
A semejanza de otras provincias del Imperio, las ciudades rivalizaban entre sí y en ocasiones llegaban al enfrentamiento armado, momento en el cual intervenían las tropas romanas para proteger el orden. En el interior de las mismas, solían desatarse tumultos originados en la falta de alimentos, las rivalidades étnicas y el antagonismo entre la aristocracia y las clases populares; estos conflictos solían comenzar con la quema de los archivos, para hacer desaparecer los registros de deudas, la organización de facciones y, por lo general, terminaban ante la presencia de las tropas romanas.

### Regiones
El centro histórico de la provincia era la región de Judea, núcleo de reino asmoneo y herodiano, cuya capital, Jerusalén, constituía lo que se denomina un estado - templo, es decir una entidad política regida por una aristocracia sacerdotal. El Templo, además de ser un santuario, era el eje económico de la región: administraba grandes extensiones de tierra, poseía un ingente tesoro y funcionaba también como un banco. A diferencia de otros estados templos, comunes en medio Oriente, el de los judíos se caracterizaba por el rechazo a todo tipo de sincretismo; mientras que los demás aceptaban que el dios local se identificase con el griego Zeus u otra divinidad olímpica, los sacerdotes de Jerusalén rechazaban este compromiso y, además, se oponían a admitir el culto de otras divinidades en su Templo e incluso en su territorio. Este repudio se extendía al uso de imágenes religiosas o incluso de aquellas que solo tenían una relación eventual con el culto, como las águilas de las legiones romanas o las estatuas del emperador. No obstante, los sacerdotes admitían la legitimidad del gobierno imperial y ofrecían sacrificios por “la salud del emperador”.
Jerusalén ha sido llamada “la ciudad ingobernable del Imperio romano” en razón de las características mencionadas. Era, también, un centro de peregrinación para los judíos de la provincia y del resto del Imperio o de las regiones vecinas como Arabia y Mesopotamia. Desde el siglo IV a. C., existían numerosas comunidades judías en el mundo mediterráneo y el Cercano Oriente. Estas agrupaciones, llamadas de modo genérico la Diáspora, mantenían un lazo estrecho con la ciudad que consideraban santa a cuyo Templo pagaban un impuesto anual y enviaban numerosas ofrendas. Un pequeño número de no judíos, conocidos como temerosos de Dios o prosélitos, habían abrazado algunas creencias del judaísmo, pero no la Torá en su conjunto, y también remitían valiosas donaciones al Templo.
El resto de la provincia estaba compuesto por ciudades de tipo helenístico, con las instituciones cívicas de la polis como la Asamblea y la Bulé, ornadas con edificios públicos y templos de estilo griego, y por aldeas rurales dependientes de las mismas o de poderosos terratenientes absentistas, algunos de ellos miembros de la familia imperial o de la dinastía herodiana. En los márgenes se encontraban tribus árabes vinculadas al reino independiente de los nabateos, con capital en Raqmu (Petra).
Algunas ciudades de la provincia, como Ascalón, o vecinas, como las que formaban la Decápolis, dependían directamente de la provincia de Siria, aunque mantenían estrechos lazos comerciales y culturales con Judea.

### Lenguas
La lengua hablada en la provincia era, de manera predominante, el griego koiné. Aunque la administración romana hiciera uso del latín en inscripciones y algunos documentos, el griego era usado para la conversación, la redacción de contratos, la acuñación local de moneda y los textos literarios. En Judea, Samaria y Galilea se usaba, además, el arameo que había sido la lengua de uso común en la región desde por lo menos el imperio persa. Se trataba de una variante particular del arameo, más tarde llamado arameo palestinense, que estaba difundido sobre todo en el medio rural, y era una de las lenguas dominantes de la provincia. El uso del hebreo durante este período es un tema discutido, la versión aceptada sin casi excepciones hasta mediados del siglo XX, era que poco antes del comienzo de la Era Cristiana, el hebreo había dejado de ser hablado incluso en Judea, sustituido por el arameo, como se evidenciaba por algunas expresiones del Nuevo Testamento. El descubrimiento de manuscritos contemporáneos en Qumran y Wadi Muhabaraty el estudio de los textos mishnaicos, revelan el uso extendido de la lengua hebrea, como un idioma viviente y comprensible por amplios sectores de la población. Los estudios recientes postulan una situación de trilingüismo en la provincia: el hebreo, con arameísmos, como lengua local y religiosa, el arameo para el intercambio con los pueblos del interior o de Mesopotamia, además de para los asuntos comerciales internos y el griego como lengua de las relaciones con otras provincias del imperio, la administración romana y la cultura internacional. Otros autores, sin negar lo anterior, consideran una división geográfica; el arameo como lengua vernácula de Galilea y Samaria, y el hebreo como lengua de la aristocracia en Judea El griego, por su parte, era el medio principal de comunicación en las ciudades de la costa y en la clase alta de Jerusalén, pero no de las clases populares que hablaban sobre todo arameo en la ciudad y hebreo en el campo.

## Historia
La historia de la provincia puede dividirse en cinco períodos:
1. Gobierno de los prefectos entre Augusto y Claudio
2. Autonomía bajo el rey Herodes Agripa I
3. Gobierno de los procuradores entre Claudio y Nerón, que condujo a
4. Primera guerra judeorromana
5. Gobierno militar de los legados entre la captura de la provincia y el estallido de la Rebelión de Bar Kojba.

### Prefectos (6-41)

Mapa político de la provincia romana de Judea (6-41 d. C.).

En el año 6, la etnarquía de Arquelao (Judea, Samaria e Idumea) quedó bajo la administración romana directa como una provincia de segundo orden llamada Judea. En el orden interno estaba dividida en distritos administrativos cuyo número variaba según la extensión del territorio. La capital era Cesárea, donde residía el prefecto, quien se trasladaba a Jerusalén, la ciudad más importante y el centro del pueblo judío, durante las celebraciones religiosas, en especial, la Pascua. La provincia fue creada a instancias de la aristocracia judía, por lo cual esta gozó de amplios poderes bajo el mando romano; esto incluía el derecho a juzgar bajo sus propias leyes y tribunales e incluso el ejercicio de la pena capital hasta el 28 de nuestra era. Durante este período, salvo acontecimientos extraordinarios, no hubo revueltas o signos de descontento entre la población, si bien se tienen indicios de algunos incidentes durante la prefectura de Poncio Pilato.
El primer acto de la administración romana fue la realización de un censo impositivo, conducido por el gobernador (legado) romano de Siria; Quirinio. Esto provocó revueltas y, según Josefo, el nacimiento del partido zelote. Según los textos cristianos que forman el llamado Nuevo Testamento y, posiblemente, Flavio Josefo (véase: Testimonio flaviano) así como las investigaciones más recientes, en esta época vivió Jesús de Nazaret, considerado el Mesías por algunos judíos contemporáneos, a partir de cuyo movimiento se originó el cristianismo.
A pesar de algunos disturbios, la provincia no fue escenario de grandes revueltas contra el dominio romano desde el final del imperio de Augusto y bajo Tiberio (años 7 a 37), solamente al final del reinado de Caligula (37–41) tuvo lugar la primera crisis entre el imperio y los judíos (véase Episodio de la estatua de Calígula más abajo), la cual se resolvió por la intervención de Agripa, rey de Galilea y amigo del emperador, o, según otras fuentes, con la muerte del soberano.

### Primeros prefectos

#### Coponio
Coponio fue el primer prefecto de la provincia después de su organización. Durante su administración tuvo lugar la revuelta de Judas el Galileo, relacionada con el censo, que este prefecto terminó, y la llegada de tropas romanas a la provincia. Una puerta del Templo de Jerusalén llevaba, por motivos desconocidos, su nombre.

#### Valerio Grato
Las fuentes no mencionan sucesos destacables bajo los dos siguientes prefectos, Marco Ambivulo y Annio Rufo. En el año 15, ya bajo el imperio de Tiberio, Valerio Grato es designado prefecto, cargo que ostentará hasta el 26. Durante su gobierno intervino frecuentemente en la elección del Sumo Sacerdote; depuso a Anás, nombrando a Ismael ben Fabo, primero, luego a Eleazar, uno de los hijos de Anás, después a Simón ben Camith y, finalmente, a José Caifás, yerno de Anás. En la novela Ben Hur, Grato aparece como un gobernador cruel y corrupto, que condena a las galeras al protagonista.

#### Poncio Pilato
Pilato fue nombrado por Tiberio, a instancias de su prefecto del pretorio, Sejano, adversario de Agripina y destacado antijudío. Intentó introducir imágenes del emperador en Jerusalén y construir un acueducto con los fondos del Templo. Algunos autores señalan que estas desavenencias con el pueblo judío lo llevaron a trasladar su centro de mando de Cesarea a Jerusalén para controlar mejor las revueltas, en especial porque comenzaban a actuar en la provincia grupos armados contrarios al poder romano. Poncio Pilato fue relevado del mando de Judea en el año 36, después de reprimir duramente una revuelta de los samaritanos, durante la cual crucificó a varios alborotadores.

#### Últimos prefectos
Marcelo fue el sucesor de Pilato. Amigo de Vitelio, gobernador de Siria, no hay certeza de que ejerciera el cargo de prefecto, de hecho, Josefo lo denomina epimeletēs (ἐπιμελητής) es decir, supervisor. Después de un año, fue sucedido por Marullo, designado por Calígula, último prefecto, quien estuvo en funciones hasta el año 41. Durante su mandato tuvo lugar el intento de colocar la estatua del emperador en el Templo, pero no hay registros de su intervención en los hechos. Después de la muerte de Calígula, el nuevo emperador, Claudio, otorgó el mando de la provincia a Herodes Agripa con el título de rey.

#### Episodio de la estatua de Calígula
El emperador Calígula quiso imponer el culto de la divinidad imperial en todo el mundo romano. La práctica de este culto, de raíces helenísticas, era común en el Imperio, pero siempre por iniciativa de los provinciales. En este caso, y por razones no del todo claras, fue el propio emperador quien lo promovió y anunció su voluntad de que su estatua fuese entronizada con los emblemas de Júpiter y el nombre de Zeus Epiphanes Neos Gaios, en el Templo de Jerusalén. Esto horrorizó a los súbditos judíos del Imperio y causó disturbios en la diáspora, tanto en Roma, como en Alejandría, Tesalónica, Antioquía y Judea, particularmente en Galilea, gobernada entonces por Agripa, hijo de Aristóbulo IV y nieto de Herodes, el Grande.
El encargado de la misión no fue el gobernador de Judea, sino su superior, el nuevo procónsul de Siria, Publio Petronio, quien contaba con dos legiones estacionadas en Ptolemaida, con las cuales marcharía hasta Jerusalén llevando la imagen fundida en Sidón. Los pobladores de Galilea, con el apoyo de las autoridades religiosas judías, se dirigieron a la residencia de Petronio para protestar. Los galileos y los habitantes de Judea amenazaron con quemar la cosecha y se prepararon para la lucha (Josefo indica una protesta pacífica, pero Tácito menciona expresamente la intención de "tomar las armas"). Ante esta situación, el procónsul viajó a Tiberíades, donde se entrevistó con representantes de la aristocracia y con Aristóbulo, hermano de Agripa (este se encontraba en Roma). Convencido de la inminencia de una gran revuelta, Petronio intentó disuadir al emperador por medio de cartas, en las cuales expuso la situación de la provincia. La primera respuesta de Calígula es bastante moderada, si bien otras fuentes informan una respuesta "furiosa".

#### Intervención de Agripa
Durante estos eventos, Agripa estaba en Roma junto a Calígula, con quien lo unía una antigua amistad; enterado de los hechos después de unos días de reflexión, tomó partido y se arriesgó a ayudar a sus compatriotas judíos en la defensa del Templo amenazado con la profanación. Agripa habló con el emperador (durante un banquete, según Josefo, por medio de una carta en el relato de Filón) y comenzó recordando con gratitud todos los beneficios que había recibido de Calígula, pero señalando claramente que los cambiaría voluntariamente por una sola cosa: «que las instituciones ancestrales no se vean perturbadas. Porque, ¿qué pasa con mi reputación entre mis compatriotas y otros hombres? O tengo que ser considerado un traidor para mí o tengo que dejar de ser contado entre tus amigos; no hay otra opción...» Al principio, Calígula pareció ceder a la súplica de su amigo e instruyó a Petronio para que suspendiera su marcha hacia Jerusalén, mientras advertía a las poblaciones judías que no hicieran nada contra los santuarios, estatuas y altares erigidos en su honor. Más tarde, sin embargo, revirtió su decisión y fue su asesinato el hecho que puso fin a la empresa y evitó los levantamientos populares. Flavio Josefo relata que el emperador, sospechando que Petronio había sido sobornado, le ordenó suicidarse, pero esta carta llegó después del anuncio de la muerte de Calígula; en lo cual Josefo ve la acción de la Providencia.

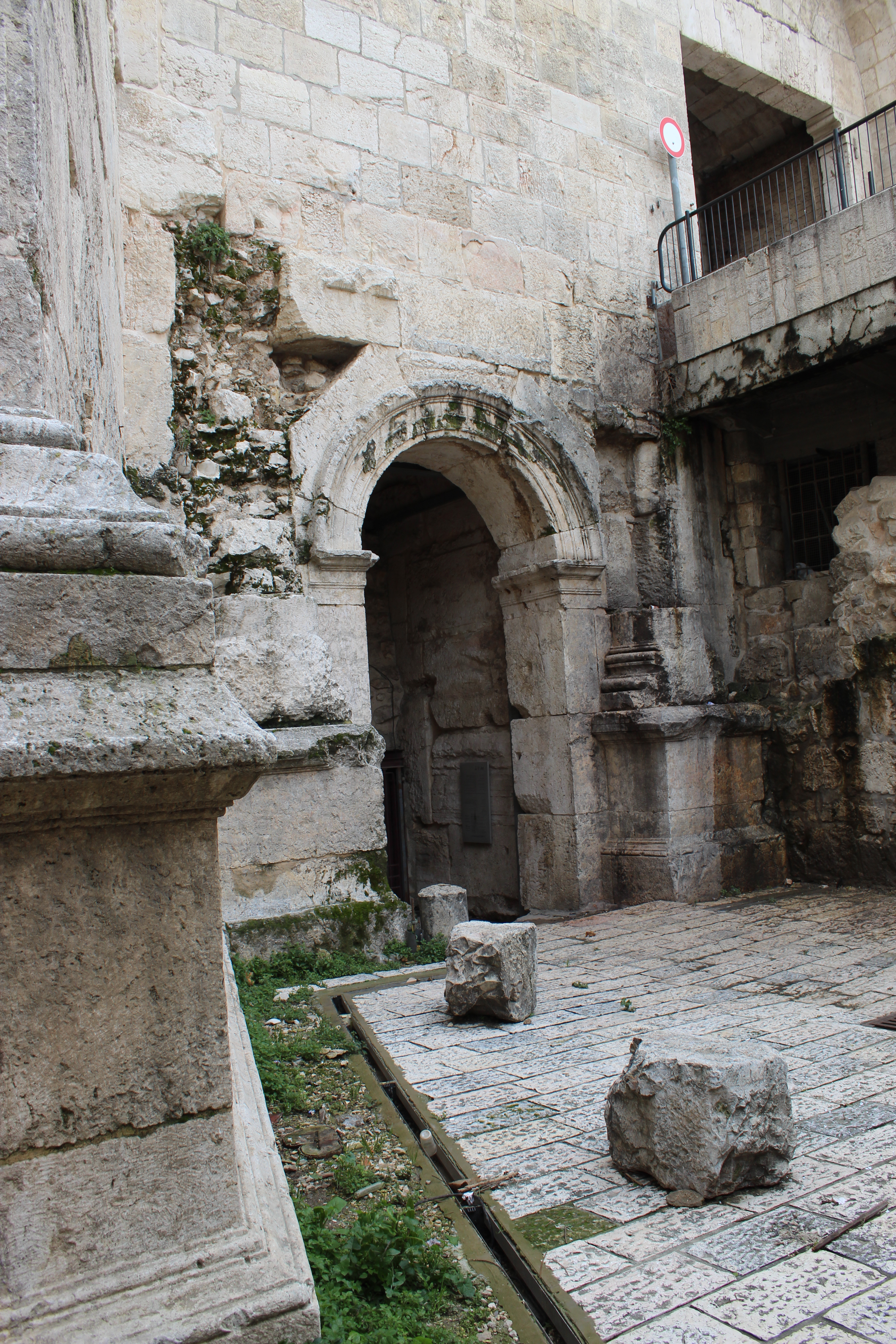
Antigua puerta romana, conocida como Bab al-'Amud, en la ciudad vieja de Jerusalén.

### Autonomía bajo Herodes Agripa (41-44)
El emperador Claudio, quien según Josefo debía su poder a Herodes Agripa, nieto de Herodes y rey de Galilea en sustitución de Antipas, le otorgó el título de Rey de los Judíos en el año 41. Si bien esto fue una suerte de restauración de la dinastía herodiana y Judea obtuvo una amplia autonomía, no hay indicios para pensar que dejase de ser provincia para convertirse una vez más en reino cliente.
Agripa siguió una política interior destinada a favorecer la convivencia entre los dos grupos étnicos de la provincia, los judíos y los "griegos"; testimonio de esto fue la existencia de dos capitales; Jerusalén, centro de la vida religiosa, y Cesarea, construida como una pequeña Roma. En la primera, favoreció al partido de los fariseos, que eran los más respetados por la población, y desarrolló un ambicioso programa de obras públicas, finaciado con el tesoro del Templo, que extendió el área urbana al norte, Bezeta, y construyó un nuevo cinturón de murallas en el norte y el oeste, los sitios más vulnerables de la ciudad. En la regiones "griegas" prosiguió la política de evergetismo de su abuelo Herodes, financiando anfiteatros y termas, así como ofreciendo juegos, incluso de gladiadores prohibidos por la ley judía. En política exterior, procuró mantener buenas relaciones con otros soberanos clientes de Medio Oriente. Esta iniciativa, así como la fortificación de Jerusalén lo hizo sospechoso a los ojos de las autoridades romanas de Siria.
No obstante, su gobierno fue tan breve que no modificó de manera significativa las relaciones de dominio vigentes. En efecto, Agripa murió en el año 44, después de tres años de reinado, durante los juegos en honor a Claudio que tenían lugar en Cesarea. Su muerte fue, según rumores de la época, resultado de un envenenamiento por orden del legado de Siria, Vibio Marso, ante sus intentos de aumentar su autonomía, aunque también es posible que se tratase de una enfermedad. Agripa I fue el último rey de los judíos y, según algunos historiadores, las expectativas de recuperar la libertad del país despertadas por su breve reinado, fueron una de las causas de la revuelta judía que estalló veinte años después.

### Procuradores (44-66)
Agripa II, el joven hijo de Agripa, no recibió los dominios de su padre. Claudio puso al territorio, una vez más, bajo directo control romano, añadiéndole las regiones de Galilea y Perea. Al frente de la administración de esta nueva provincia de Judea, siempre con sede en Cesarea, se colocaron procuradores. Estos funcionarios, de rango ecuestre e incluso libertos, dependían directamente del emperador, en cuyo nombre actuaban. La elección de los mismos suele ser interpretada como un indicio de la desconfianza de Claudio hacia Marso, de hecho Cuspio Fado, el primero de ellos, fue encargado de investigar los tumultos acaecidos después de la muerte de Agripa.
En ese momento comenzaron los primeros indicios de rebelión contra el dominio romano. Teudas, quien afirmaba ser un profeta, condujo una multitud hacia el Jordán anunciando que el río se partiría, como antaño bajo Josué, para dejarlos pasar. Fado, al tanto de las implicaciones mesiánicas de esta prédica, lo hizo ejecutar. Dos años después fue sucedido en el cargo por Tiberio Julio Alejandro, de origen judío alejandrino, pero que había abandonado la religión de sus ancestros para hacer carrera en la administración romana. Se trató de un procurador bien conectado con la aristocracia judía, pues era hijo del alabarca de Alejandría y estaba emparentado con la familia de Agripa; no hay noticias de revueltas durante su gobierno, aunque fue el responsable de ajusticiar, por crucifixón, a Jacobo y a Simón, hijos del zelote Judas de Galilea. En esa época se registró en Judea y regiones circundantes una severa hambruna.
En ese momento, en el año 48, Agripa II, ya mayor de edad, recibió de Claudio el diminuto reino de Calcis (hoy Anjar en el Líbano), donde había reinado su tío, y el título de Rey de los judíos, puramente nominal pero que implicaba la supervisión del Templo. En el año 53, Agripa II cedió el reino de Calcis a su sobrino y recibió a cambio la antigua Tetrarquía de Filipo (Iturea y Traconítida) y la tetraquía de Lisanias.
El sucesor de Alejandro fue Ventidio Cumano; se discute, por la discrepancia entre las fuentes, si su autoridad se extendía a toda la provincia, pues Tácito hace alusión a Félix como autoridad de Judea y Samaria, siendo Cumano el encargado de Galilea, mientras que Josefo, más próximo a los hechos, lo considera procurador de toda la provincia. Lo cierto que en este período se incrementaron los disturbios en la región. El primero tuvo lugar durante la Pascua; ante la afluencia de peregrinos a Jerusalén, Cumano ordenó al destacamento local que se posicionara en las inmediaciones del Templo con el fin de mantener el orden. Sin embargo, estos soldados comenzaron a burlarse de las costumbres del pueblo judío, profiriendo ofensivos calificativos. Los representantes del pueblo se presentaron ante el procurador para quejarse, pero la multitud pasó a los hechos y apedreó a los ofensores. Incapaz de hacer frente a la turba por su cuenta, Cumano pidió refuerzos y se fortificó en la Fortaleza Antonia, un edificio fácil de defender que dominaba la ciudad y el Templo. Flavio Josefo estima que en la estampida que siguió a la llegada de los romanos murieron aplastadas entre 20.000 y 30.000 personas, aunque es probable que estas cifras sean una exageración, lo cierto es que el número de muertos fue considerable.
Tiempo después, Esteban, un esclavo imperial, fue asaltado en las proximidades de Beth Horón; en respuesta al robo, Cumano envío tropas a todos los pueblos de las inmediaciones con órdenes de detener a los líderes de estas poblaciones. Un soldado de uno de estos destacamentos destruyó públicamente un ejemplar de la Torá, lo que ocasionó un nuevo disturbio. Una delegación de judíos se entrevistó con el procurador para exigir el castigo de los culpables. El gobernador actuó con decisión, hizo apresar al responsable y, después de un juicio, lo sentenció a muerte. El soldado fue decapitado y se restableció la calma por poco tiempo.
El siguiente hecho tuvo lugar en Samaria y terminó por costarle el puesto a Cumano. Algunos peregrinos galileos fueron asesinados presuntamente por samaritanos. Una embajada galilea planteó el caso ante el procurador, pero no fue tomada en cuenta, según Josefo porque Cumano había sido sobornado por los samaritanos. Eleazar y Alejandro, dos zelotas, organizaron una milicia, atacaron Samaria y saquearon la región, matando a varios samaritanos. Cumano ordenó la represión; los insurgentes fueron derrotados, se ejecutaron a algunos, otros quedaron prisioneros y el resto fue convencido por los líderes de Jerusalén para que abandonaran la lucha. A pesar de la pacificación del territorio, comenzaron a operar guerrillas en las zonas rurales.
Los samaritanos, por su parte, enviaron una embajada al legado de Siria, Cayo Umidio Durmio Cuadrado, para quejarse del ataque de los judíos. Éstos, a su vez, también recurrieron al legado, responsabilizando a los samaritanos por la violencia y acusando a Cumano de apoyarlos. Cuadrado accedió a investigar, e inició sus pesquisas en el año 52 en Judea, donde ordenó que todos los prisioneros judíos que Cumano había capturado fuesen crucificados y ordenó la decapitación de otros judíos y samaritanos que se habían visto implicados en la lucha.
Ante las acusaciones en su contra, Cumano fue llamado a Roma, junto con varios líderes judíos y samaritanos, para que respondiera ante Claudio. Entre los acusados se incluía el Sumo Sacerdote Ananías. Durante el proceso, varios de los libertos más influyentes de la corte imperial se posicionaron del lado de Cumano, pero los judíos contaban con el apoyo de Herodes Agripa II, amigo de Claudio. El proceso resultó favorable a los judíos, los dirigentes samaritanos fueron ejecutados y Cumano, enviado al exilio.
El nuevo procurador fue Marco Antonio Félix, hermano de Palas, el liberto y secretario de Claudio, a quien debió su nombramiento. Tomó por esposa a Drusila, hija de Agripa I y hermana de Agripa II, quien se divorció de su anterior esposo, el rey de Emesa, Cayo Julio Azizo. El gobierno de Félix, según las fuentes, estuvo marcado por la corrupción y la crueldad, lo que provocó un incremento de disturbios en la provincia. En Roma, Félix fue acusado de aprovecharse de una disputa sobre los derechos de ciudadanía entre judíos y "griegos" en Cesarea para extorsionar a sus habitantes, pero dada la influencia de Palas ante Nerón, el nuevo emperador, pudo salir impune.

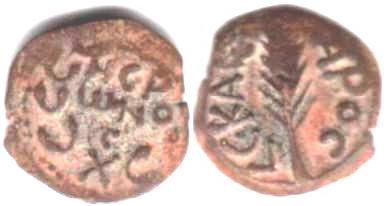
Moneda de bronce (prutah) acuñada por Porcio Festo. Anverso: letras griegas ΝΕΡ WΝO (Nerón) con una corona y la X. Reverso: letras griegas KAICAPOC (César) y la fecha LE (año 5 = 58/59), junto a un ramo de palma.

El sucesor de Félix fue Porcio Festo, cuyo comienzo de mandato no está claro, pero que parece haber tenido lugar entre 58 y 60, según se desprende de los datos numismáticos. Festo heredó de su predecesor la discusión acerca del derecho de ciudadanía en la polis de Cesarea. La población "griega" consideraba que los habitantes judíos carecían de los mismos, pues la ciudad no era parte integrante del antiguo reino y había sido fundada para los no judíos. Éstos, por su parte, reclamaban serlo ya que un rey judío, Herodes, la había fundado y era la capital de la provincia. Este hecho fue el desencadenante de la guerra. Otro conflicto durante su gobierno, fue la controversia entre Agripa II y los sacerdotes del Templo, por la construcción de un muro que impedía la vista del patio del mismo desde el palacio del rey; discusión que ponía en cuestión la función de supervisión del monarca sobre el santuario nacional judío. Festo murió en su cargo, posiblemente de tuberculosis.
En 62, tomó el mando Luceyo Albino. Antes de su llegada, el Sumo Sacerdote Ananías ben Ananías sentenció a muerte por lapidación al líder religioso de los cristianos, Santiago, conocido como el Justo. Este hecho provocó las protestas de gran parte del pueblo y se envió una delegación al nuevo procurador para dar cuenta de la ilegalidad cometida por el sacerdote. Albino recriminó a Ananías por haber reunido al Sanedrín sin su permiso y el rey Agripa depuso al pontífice, poniendo en su lugar a Jesús ben Damneo. No obstante, Ananías continuó siendo una figura política importante y buscó apoyo entre los zelotes.
El sucesor de Albino fue Gesio Floro, quien asumió su cargo en 64. Natural de Clazómenas, su esposa era amiga de Popea Sabina, la esposa de Nerón, a cuyo favor pudo deberse su nombramiento. Según Flavio Josefo, su avaricia e incompetencia fueron una de las causas que motivaron los disturbios de Jerusalén que desencadenaron la primera guerra judeo-romana. Bajo su gobierno, parte de Galilea, las ciudades de Tiberíades y Tariquea, y algunas regiones de Perea fueron segregadas de la provincia de Judea a incorporadas al reino de Agripa II, que comprendía la antigua Tetrarquía de Filippo.
Según el relato de Josefo, su contemporáneo, Floro aceleró el estallido de la rebelión al asumir una marcada inclinación antijudía. Esto no se debió, sin embargo, a prejuicios contra ese pueblo, sino a su venalidad. Por ello protegió a los llamados sicarios, a cambio de recibir una parte del botín, y dejó actuar a los ciudadanos griegos de Cesarea en un conflicto con los ciudadanos judíos, simplemente porque los primeros pagaron para que no se inmiscuyese en el asunto. Ante la protesta de la aristocracia de Judea, Floro respondió poniendo en prisión a los enviados.

### Guerra contra Roma

#### Preliminares
La revuelta se inició en el año 66 en Cesarea, cuando, tras ganar una disputa legal frente a los judíos, los griegos perpetraron un pogromo contra el barrio en el que la guarnición romana no intervino. La ira de los judíos se acrecentó cuando se supo que el procurador Gesio Floro había robado dinero del tesoro del templo. Así, en un acto desafiante, el hijo del sumo sacerdote, Eleazar ben Ananías, cesó las oraciones y los sacrificios en el templo en honor al emperador romano y mandó atacar a la guarnición romana que estaba en Jerusalén. El tetrarca de Galilea y gobernador de Judea, Herodes Agripa II, y su hermana Berenice huyeron mientras Cayo Cestio Galo, legado romano en Siria, reunía una importante fuerza en Acre para marchar a Jerusalén y sofocar la rebelión.

#### Gobierno autónomo

Moneda de plata (medio siclo) acuñada por el gobierno autónomo de Judea. Caracteres paleohebreos. Anverso: «Año 3 (equivalente al 68/9). Siclo de Israel», y copa de un omer de capacidad con borde perlado. Reverso: «Jerusalén, la Santa», y rama con tres granadas. La acuñación de moneda en plata era un derecho reservado al gobierno imperial.

Como resultado de los disturbios en Judea, Galo marchó con la Legión XII Fulminata, reforzada con unidades de la III Gallica, IV Scythica y VI Ferrata, además de auxiliares y aliados, con unos treinta mil efectivos, para restablecer el orden. Después de algunas victorias, se retiró hacia la costa, donde fue emboscado y derrotado por los rebeldes de Judea en la Batalla de Beth Horon, un triunfo judío que causó conmoción en Roma, con seis mil legionarios muertos y la pérdida del aquila de la XII. Galo pudo escapar a duras penas y se retiró a Antioquía donde murió al año siguiente.
Las milicias victoriosas de Judea, que incluían aristócratas, pero con apoyo del campesinado dirigido por Simon Bar Giora, tomaron la iniciativa e intentaron expandir su control a la ciudad de Ascalón, pero tal campaña resultó desastrosa por lo que se abandonó la táctica del combate abierto.
En Jerusalén se convocó a la Asamblea, o a una asamblea, el texto de Josefo no es concluyente, y se resolvió formar un gobierno autónomo a partir de una alianza de los más importantes movimientos político-religiosos: fariseos, esenios, zelotes y saduceos. El depuesto sumo sacerdote Ananías ben Ananías fue uno de los jefes de gobierno junto a José ben Gurion y Jesús ben Gamla. Se reforzaron las murallas de la ciudad y se nombraron gobernadores para los diferentes distritos de la provincia. José (Josefo) ben Mataías, el futuro historiador Flavio Josefo, fue designado comandante en Galilea y Golán, José ben Simón, quedó a cargo de Jericó, Juan, el esenio fue enviado a Lydda y la región de Timna y Eleazar ben Ananías, Nìger de Perea y Jesús ben Sapphas recibieron el comando de Idumea.
Los sicarios, excluidos del poder, intentaron tomar el control de la ciudad al mando de Menahem ben Yehuda, pero fueron derrotados y su líder, ejecutado. Los sicarios sobrevivientes, huyeron de Jerusalén y se apoderaron de Masada, que estaba en poder de los romanos, desde donde controlaron el desierto de Judea. Simón bar Giora, un líder campesino carismático y radical, también fue expulsado de Jerusalén por el nuevo gobierno, y sus partidarios se unieron con los sicarios de Masada donde permanecieron hasta el invierno del 67-68.

#### Campaña romana de Galilea
Nerón envió al general Vespasiano al mando de las legiones X Fretensis y V Macedonia para aplastar la rebelión. Las tropas romanas desembarcaron en Ptolemaida en abril del 67, donde se la unió su hijo Tito, al frente de la legión XV Apollinaris, procedente de Alejandría. Auxiliares enviados por los reyes clientes de la región, incluido Agripa II, reforzaron al ejército, que llegó a contar con más de sesenta mil soldados.
Las operaciones militares comenzaron con la subyugación de Galilea. Las fuerzas de la región estaban formadas por las tropas enviadas por gobierno central de Jerusalén, al mando de Josefo, quienes contaban con el apoyo parcial de la aristocracia local, y las milicias galileas, zelotes o sus simpatizantes, formadas por campesinos, pescadores y refugiados. Ante el avance romano, algunas ciudades decidieron rendirse sin resistencia, como Séforis y Tiberíades, cuyos ciudadanos comprobaron que el gobierno provisional no podría defenderlas y ante la perspectiva de caer en poder de los zelotes. Otras, sin embargo, presentaron dura restistencia, entre ellas Tariquea, Gamala y Jotapat. En esta última fue capturado el legado de Jerusalén, Josefo, quien salvó su vida pasándose al bando romano. La fortaleza zelote de Giscala fue abandonada por sus defensores durante el asedio, quienes decidieron retirarse a Jerusalén.

Mapa de los territorios controlados por el gobierno autónomo de Judea durante la guerra de 66-73:
Provincia romana de Siria
Judea controlada por Roma al comienzo del levantamiento
Bajo control judío (66-67)
Bajo control judío (66-68)
Bajo control judío (66-70)
Bajo control judío (66-73)

En el invierno del 68, la resistencia judía en Galilea había sido aplastada por lo cual Vespasiano estableció su cuartel general en Cesarea Marítima, dedicándose a la represión de los rebeldes de la costa, evitando la confrontación directa con los rebeldes fortificados en Judea.

#### Guerra civil en Judea
Vespasiano permaneció en Cesarea hasta la primavera del 68, preparándose para la campaña en las tierras altas de Judea y Samaria. Los rebeldes expulsados de Galilea, ocuparon Joppa, destruida por Cestio Galo, y construyeron una flotilla ligera para interrumpir el suministro de granos desde Alejandría hacia Roma.
En Jerusalén, la llegada de los fugitivos galileos cambió el balance del poder. Juan de Giscala, lìder zelote, se alió con la milicia local de Eleazar ben Simón, apoderándose de barrios enteros de la ciudad. El gobierno aristocrático no fue capaz de mantener el orden y comenzó una lucha de facciones que llevará a la guerra civil.
Corrió el rumor, según Josefo falso, de que el gobierno provisional había llegado a un acuerdo con el ejército romano, ante lo cual una fuerza de veinte mil idumeos marchó para defender la ciudad. Los zelotes les permitieron la entrada y con su auxilio derribaron al gobierno aristocrático, ejecutando a sus principales líderes y apoderándose del Templo. Al enterarse de estos hechos, Simón bar Giora abandonó Masada y se estableció en Idumea, uniendo fuerzas con el líder local Jacob ben Susa; en ese momento, los partidarios del gobierno depuesto lo llamaron a la ciudad para restablecer el orden.

#### Campaña de Judea
En la primavera del 68, Vespasiano comenzó una campaña sistemática en Judea: Afec, Lydda, Yavne y Jaffa cayeron en poder de los romanos. Luego atacó Idumea y Perea, para terminar en las tierras altas de Judea y Samaria. Gofna, Bethel, Jericó y Hebrón ya habían sido reconquistadas en julio del 69. Por esas fechas, la comunidad esenia de Qumrán fue atacada y dispersada, pero antes escondieron su biblioteca en cavernas cercanas, donde sería hallada en 1948.
Al mismo tiempo, en Roma, el Senado, con el apoyo de la guardia pretoriana, declaró a Nerón enemigo del pueblo; el depuesto emperador huyó de Roma y se suicidó. Galba, gobernador de Hispania, tomó el poder, pero fue asesinado pocos meses después por su rival Otón, lo que desencadenó una guerra civil en lo que se llamó en la historia como «año de los cuatro emperadores». En efecto, Vitelio, comandante militar en Germania Inferior, se rebeló y depuso a Otón, pero no fue reconocido por las provincias orientales. Las legiones al mando de Vespasiano, lo aclamaron emperador en julio de 69, con el acuerdo del gobernador de Siria, Muciano y de Egipto, Tiberio Alejandro. Vespasiano, entonces, marchó contra Vitelio para tomar el pode y dejó a su hijo Tito en Judea para terminar la guerra. Tito avanzó rápidamente a través de la región montañosa, lo que provocó una inmensa ola de refugiados en la fortificada Jerusalén. Los rebeldes, por su parte, evitaron la confrontación directa con las tropas romanas. A finales de 69, los romanos se encontraron frente a la capital judía y prepararon el asedio. Algunos escritores cristianos posteriores, señalaron que en este momento, los judeocristianos de la ciudad huyeron a Pella, en Perea.

#### Asedio y caída de Jerusalén
Jerusalén, la ciudad capital fortificada de la provincia, estaba en poder de dos facciones rivales. Por un lado los zelotes de Juan de Gíscala, quienes controlaban el Templo, y por el otro los sicarios de bar Giora. Ambos grupos estaban enfrentados entre sí y solo cesaron las hostilidades y unieron fuerzas para defender la ciudad cuando los romanos comenzaron a construir murallas para el asedio. En efecto, incapaces de romper las defensas de la ciudad, los ejércitos romanos establecieron un campamento permanente en las afueras, cavaron un foso en torno a los muros y levantaron una fortificación que la rodease por completo. Esta modalidad de asedio, ya utilizada por las legiones desde tiempos de César, tenía como finalidad impedir una eventual llegada de refuerzos pero, sobre todo, evitar la huida de los sitiados para reducirlos por hambre. Numerosos judíos que huían de la ciudad fueron crucificados diariamente.
En el verano de 70, luego de un asedio de siete meses, las tropas de Tito abrieron una brecha en las murallas de la ciudad, aprovechando su punto más débil: el tercer muro, construido poco antes del asiento. La lucha en la ciudad fue casa por casa, y hasta el final los zelotes de Juan de Giscala mantenían en su poder el Templo, convertido en fortaleza. Los sicarios al mando de Simón Bar Giora, resistían en la Ciudad alta. El 29 o 30 de julio de 70, el Templo fue tomado, saqueado y destruido, momento que la tradición judía conmemora con el llamado Tisha b'Av. La conquista de resto de la ciudad se completó a principios de septiembre; las murallas y el resto de la ciudad fueron completamente destruidas. Los líderes Juan de Giscala y Simón bar Giora fueron hechos prisioneros.
Según Josefo, presente en el sitio, más de un millón de personas murieron durante el sitio y los sobrevivientes, unos noventa y siete mil, fueron convertidos en esclavos. Si bien estos números han sido puestos en cuestión, lo cierto es que las consecuencias demográficas de la guerra fueron grandes para los judíos que vivían en Jerusalén y sus alrededores. Muchos fueron vendidos en los mercados de la provincia reconquistada y otros llevados a Roma donde formaron parte del triunfo de Tito y trabajaron en la construcción del Foro de la Paz y el Coliseo. En cuanto a Simón, como jefe enemigo, fue decapitado durante las celebraciones de la victoria y Juan terminó sus días en prisión. Los inmensos tesoros del Templo fueron parte del erario imperial y algunos de los expolios, como la Menorá, aparecen representados en el Arco de Tito.
En la provincia, tras la conquista de Jerusalén, algunas fortalezas como Maqueronte y Masada continuaron en manos de los rebeldes, la toma de la última, en 73, marcó el final definitivo de la guerra.

### Judea bajo el gobierno de los Legados
Después de la guerra, el emperador decidió que Judea contara con la presencia de un gobernador de rango senatorial capaz de comandar legiones. Por este motivo, Judea se convirtió en una provincia romana desvinculada de Siria, aunque mantuvo su antiguo nombre. Esto implicó que fuera el asiento de una legión, la X Fretensis, cuyo cuartel general fueron las ruinas de Jerusalén, si bien el gobernador residía, con otros destacamentos de la X, en Cesárea, a la cual Vespasiano había convertido en colonia romana. Hasta la primera mitad del siglo II, el gobernador de Judea, y por tanto la provincia, era de rango pretorio, pero, desde aproximadamente 120, se convirtió en provincia consular; es decir, de primera categoría. En premio a su lealtad, Agripa II mantuvo su reino hasta su muerte (ca. 93/94 o 100), momento en el cual este volvió a ser parte de la provincia bajo estricto control romano.
La destrucción de Jerusalén marcó un punto de inflexión en la historia de la provincia. La población de origen judío, sobre todo en Judea propiamente dicha, disminuyó y dejó de influir en los asuntos de las comunidades judías de Galilea y de la Diáspora, donde la sinagoga se convirtió en el centro de la vida judía y los rabinos reemplazaron a los sacerdotes como líderes de la comunidad. Ciertos autores consideran que solamente desde esta época se puede hablar de judaísmo. En efecto, antes de que Vespasiano partiera hacia Roma, el rabino Yohanan ben Zakkai obtuvo su permiso para establecer una escuela rabínica en Yavne, la cual se convirtió en un importante centro de estudio mishnaico cuya influencia se hizo sentir más allá de la provincia.
A pesar de la derrota, las tensiones entre judíos y griegos continuaron presentes en la región, aunque no en la Diáspora donde, excepto por el Fiscus judaicus, las comunidades judías se sentían protegidas por las leyes romanas. Sin embargo, por circunstancias poco conocidas, esta situación comenzó a cambiar en algunas regiones como Chipre, Cirenaica y Egipto, donde algunos grupos de judíos se alzaron nuevamente en armas durante 115-117. Este episodio, que afectó marginalmente a Judea, es conocido como la Guerra de Kitos, e implicó también a los judíos residentes en Mesopotamia.

#### Guerra de Kitos
Se ignoran las causas inmediatas de la guerra, pero se enmarca en la guerra pártica emprendida por Trajano en 113. Sobre el final de la campaña, cuando el emperador ya había conquistado Mesopotamia (año 116) estalló la revuelta. Los rebeldes judíos residentes en la nueva provincia comenzaron a atacar las pequeñas guarniciones de la retaguardia. Al mismo tiempo, una rebelión de judíos estalló en Cirenaica y pronto se extendió a Egipto y Chipre, hasta llegar a Judea, donde un levantamiento centrado en Lydda, amenazó el suministro de granos desde Egipto hasta el frente. La insurrección judía se extendió rápidamente, sobre todo en Mesopotamia, donde ciudades con importantes poblaciones judías como Nisibis, Edesa, Seleucia y Arbela se unieron a la rebelión y masacraron a sus pequeñas guarniciones romanas. La revuelta fue aplastada por las legiones al mando de Lusio Quieto, cuyo nombre identifica en la historia judía al conflicto, ya que "Kitos" es la forma hebrea de Quieto.
El líder judío de Cirene, Lukuas, también llamado Andrés por algunas fuentes, huyó a Judea donde se reunió con los líderes locales, los hermanos Julián y Pappo. Pusieron su cuartel general en Lydda, que fue asediada por Quieto, enviado expresamente por Trajano. La ciudad fue tomada y los rebeldes ejecutados.
En ese momento se produjo la muerte del emperador y la ascensión al trono de Adriano, quien abandonó las conquistas mesopotámicas. Lusio Quieto fue despojado del mando de la provincia, y murió poco después.
Judea estaba pacificada, pero la tensión entre romanos y judíos continuaba. Adriano envió a la legión VI Ferrata a la provincia, estacionándola en Cesarea. Al mismo tiempo anunció su intención de reconstruir Jerusalén, lo que despertó el interés de todo el pueblo judío.

#### Revuelta de Bar Kojba
La rebelión de Bar Kojba (132-135) contra el Imperio romano, también conocida como Segunda guerra judeo-romana, fue la segunda gran revuelta judía en Judea y la última de las Guerras judeo-romanas.
Liderada por Simon bar Kokhba (paso de un sistema de propiedad familiar o comunal de la tierra a la aparcería), estalló como consecuencia de las tensiones acumuladas desde la primera guerra (66-73), la presencia de guarniciones romanas en la provincia, los cambios en la economía y la administración del país y, sobre todo, la represión durante la Guerra de Kitos.
La causa inmediata, no obstante, parece haber sido la propuesta de Adriano de reconstruir Jerusalén como una colonia romana, llamada Aelia Capitolina, erigiendo un templo a Júpiter Capitolino en el Monte del Templo. Los testimonios antiguos judíos y cristianos, enfatizan el rol del legado romano Rufo en el estallido de la revuelta.

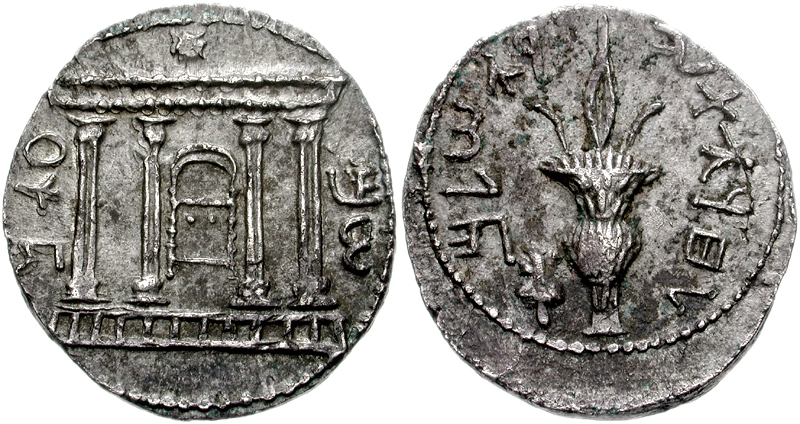
Moneda de plata (tetradracma) acuñada durante la Rebelión de Bar Kojba (entre 132-135), sin fecha. Anverso: Fachada del Templo con el Arca de la Alianza y una estrella. Reverso, lulav con etrog.

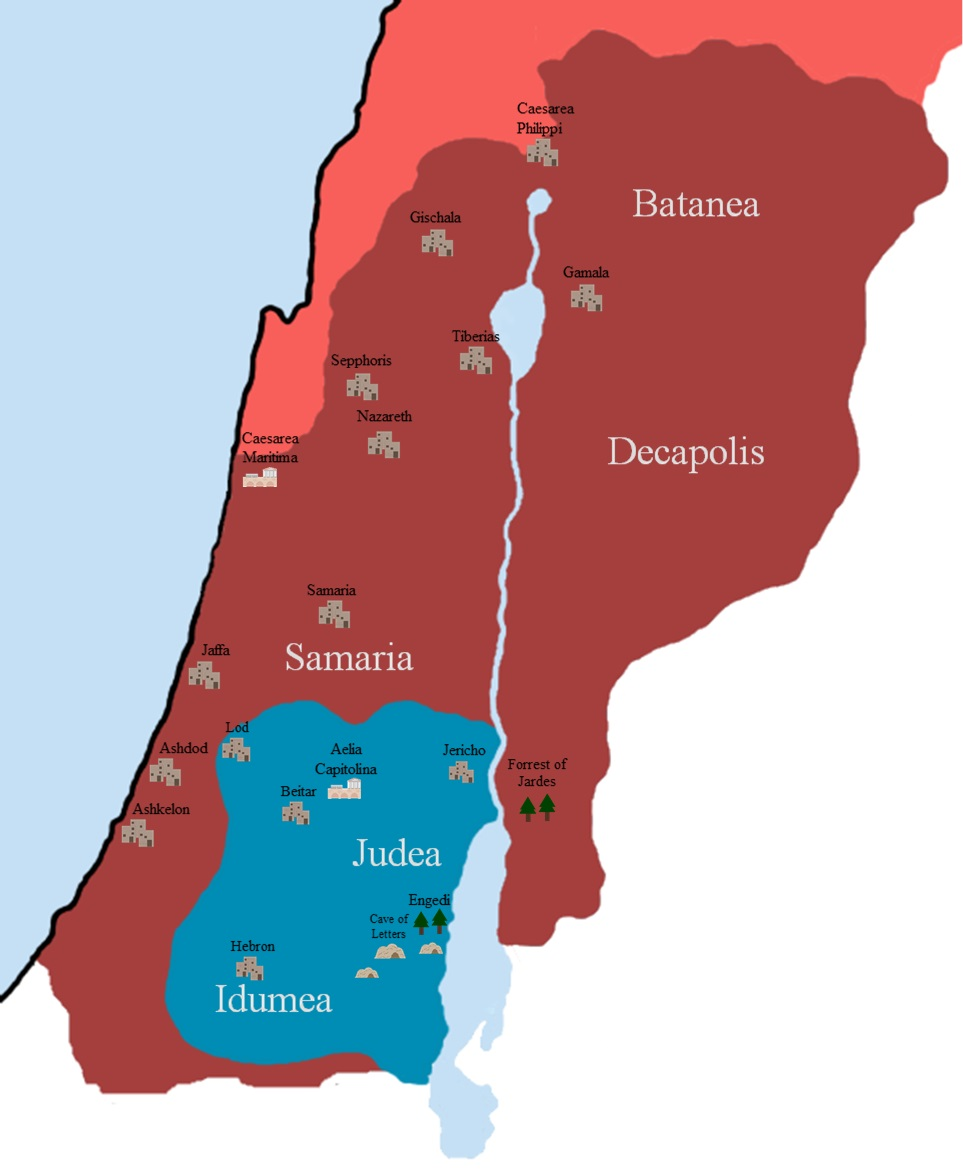
Territorio de la provincia de Judea, en rojo zonas bajo control romano, en celeste, áreas bajo el mando de los rebeldes.

Acerca del desarrollo de la revuelta se carece de fuentes tan precisas como Josefo para la primera guerra, no obstante, la literatura rabínica, los Padres de la iglesia e historiadores romanos como Dión Casio proporcionan algunos datos sobre la misma, completados desde mediados del siglo XX por el hallazgo de documentos contemporáneos en wadi al-Khabat. La guerra suele ser dividida en cuatro fases, durante la primera Simon y Eleazar se levantaron en armas en Modi'ín y atacaron la guarnición romana de Jerusalén, a la cual infligieron grandes bajas. Las tropas de la legión VI Ferrata fueron enviadas para reforzar la posición romana pero no pudieron someter a los rebeldes, que casi conquistaron Jerusalén. En consecuencia se enviaron refuerzos adicionales desde las provincias vecinas, con los refuerzos había unos ochenta mil soldados romanos. Según el Talmud, lo que en parte ha sido confirmado por los documentos, numerosos judíos de la diáspora se dirigieron a Judea para unirse a las fuerzas de Bar Kokhba, que tenían superioridad numérica y conocimiento del terreno. La segunda fase, comenzó con la proclamación de Simón como "Príncipe (nasí) de Israel", siendo identificado por el sabio judío rabino Akiva como el Mesías y tomando el apelativo de "Bar Kojba" que significa "Hijo de una estrella" en arameo, en alusión a un versículo de la profecía de la estrella de Jacob registrada en la Biblia (Números 24:17). Se acuñó una gran cantidad de monedas con la leyenda "Redención de Israel" y se usó el nombre de Bar Kokhba como colofón de los contratos. Al mismo tiempo, ante el avance romano, se emplearon tácticas de guerrilla y los rebeldes se prepararon para una defensa en el terreno.
La tercera fase comenzó cuando Adriano llamó a Sexto Julio Severo, entonces en Britania, quien desembarcó en Judea con tres legiones, algunas cohortes adicionales y entre 30 y 50 unidades auxiliares. Tomó el título de legado provincial e inició una campaña masiva para someter sistemáticamente a las fuerzas rebeldes de Judea. El tamaño del ejército romano acumulado contra los rebeldes era mucho mayor que el comandado por Tito sesenta años antes: casi un tercio del ejército romano participó en la campaña. La batalla decisiva tuvo lugar en Tel Shalem en el valle de Beit She'an, cerca de lo que ahora se identifica como el campo legionario de la legión VI Ferrata. Simón se dirigió a la fortaleza de Herodium y poco a poco fue perdiendo terreno hasta quedar reducido a la fortaleza de Betar, donde tuvo lugar la cuarta y última fase de la guerra contra los romanos quienes, mientras tanto, habían llevado a cabo una campaña de aniquilación. Betar, fue sitiada en el verano de 135 por las legiones V Macedonica y XI Claudia, según la tradición judía, fue tomada también en Tisha B'av,el mismo día que el primer y segundo Templo. El Talmud de Jerusalén relata la conquista de la ciudad como una masacre.
Los romanos ejecutaron a ocho miembros destacados del Sanedrín, los llamados Diez Mártires incluyendo a dos rabinos ejecutados anteriormente, entre los cuales estaba R. Akiva. El destino de Bar Kojba no es seguro, existen dos tradiciones alternativas en el Talmud de Babilonia que atribuyen su muerte a una mordedura de serpiente u otras causas naturales durante el asedio o a una ejecución por orden del Sanedrín como un falso Mesías. Tras la Caída de Betar, las fuerzas romanas desataron una feroz represión, a cargo sobre todo de la legión III Cirenaica. A principios de 136, la revuelta había sido completamente derrotada y la población judía, aniquilada en lo que algunos estudiosos consideran un verdadero genocidio.
Los romanos también sufrieron grandes pérdidas en esta guerra, hasta el punto que según Dion Casio, Adriano al informar de la victoria al Senado omitió la frase habitual: 'yo y el ejército estamos bien'

### Desaparición de la provincia de Judea
Después de la represión de la revuelta, Adriano decidió erradicar al judaísmo de la provincia, ya que lo veía como la causa de las rebeliones; en consecuencia prohibió el estudio de la Torá, el uso del calendario hebreo y, según algunas fuentes, también la circuncisión, prohibición vigente hasta Antonino Pío. La represión fue particularmente dura con algunos rabinos, a los que se consideró instigadores de la última revuelta.

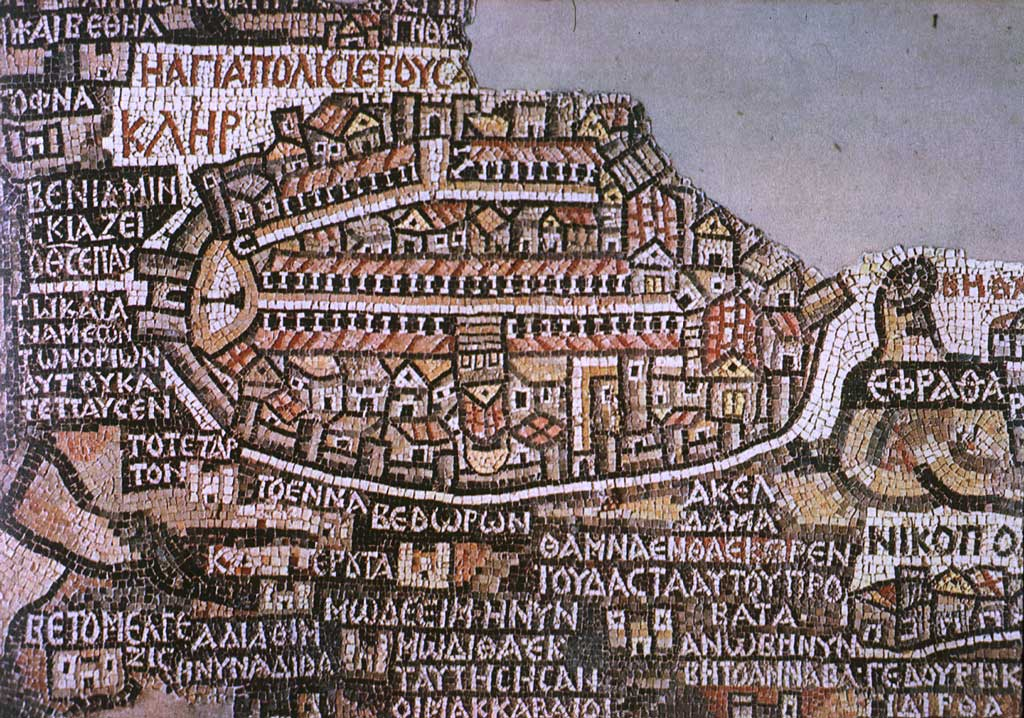
Mosaico del en la que se aprecia el Cardus Maximus, la calle principal que comenzaba en la puerta norte (la actual puerta de Damasco) y atravesaba la ciudad hacia el sur.

La ciudad de Jerusalén, como era el propósito imperial, fue reedificada como colonia romana con el nombre de Aelia (en homenaje a la gens de Adriano) Capitolina. Se erigieron nuevas murallas, se trazaron el cardo máximo y los decumanos, cuyas trazas se conservan en la actual ciudad vieja de Jerusalén, y se construyó un santuario dedicado a Júpiter en el Monte del Templo, aprovechando la terraza herodiana. La nueva ciudad fue poblada por griegos y estuvo vedado el ingreso de judíos en ella excepto, según fuentes posteriores, en el aniversario de la destrucción del Templo. Las medidas afectaron incluso a la comunidad judeocristiana, que no había participado de la revuelta, de hecho había sido perseguida por Bar Kojba, de manera que los cristianos de Aelia fueron, también, de origen griego. Según textos posteriores, el sitio venerado por los judeocristianos como el Sepulcro de Cristo, fue profanado con la erección de un templo dedicado a Venus: si bien se ignora si esta fue la intención, lo cierto es que el foro de la colonia, con sus templos, fue emplazado en esta zona.
La provincia dejó de llamarse Judea y pasó a formar parte de Siria, la cual tomó el nombre de Siria Palestina (en latín: Syria Palaestina, en griego Συρία ἡ Παλαιστίνη, Syría hē Palaistínē) con capital en Antioquía. En 193, las regiones de Celesiria al norte y Fenicia al sur, fueron elevadas al rango de provincia y Siria Palestina quedó reducida a lo que más tarde fue la región geográfica conocida como Palestina, cuya capital fue Cesárea. Esta provincia, dividida en tres en el siglo IV, permaneció hasta la conquista musulmana del siglo VII, cuando se convirtió en el Distrito militar de Palestina (en árabe: جُنْد فِلَسْطِيْن, Yund Filastin).
La evidencia más antigua del cambio de nombre y jurisdicción es numismática y data del imperio de Marco Aurelio, aunque el nombre Palestina ya era usado por los escritores griegos, incluso los de origen judío, desde el siglo V a. C. Si bien el cambio de nombre de la provincia ha sido presentado como una decisión de Adriano y numerosos autores lo vinculan a su política antijudía, la fecha exacta del hecho no consta en las fuentes y la intencionalidad del mismo ha sido cuestionada.
La provincia fue sede de dos legiones y numerosas unidades auxiliares, tres colonias (Aelia, Cesárea y Sebaste, la antigua Samaria) y las poblaciones judías, recibieron nuevos nombres, de origen grecorromano, y pobladores griegos, si bien es posible que muchos de estos fuesen de origen judío, pero conversos al paganismo o al cristianismo. El centro del asentamiento judío se trasladó hacia el norte, hacia Galilea y el Golán.
Después de 135, los judíos ya no tenían instituciones políticas, urbanas o territoriales que pudieran apoyar otra revuelta, pero lograron mantener la identidad nacional como resultado del crecimiento de las instituciones rabínicas y el patriarcado en Galilea. Tampoco revivió el mesianismo radical de períodos anteriores hasta el siglo III, cuando la crisis económica de todo el imperio dejó a los judíos demasiado débiles para montar cualquier resistencia organizada. Las fuentes rabínicas reflejan vívidamente la pobreza de las personas en el preocupado siglo III debido a la inflación desenfrenada y el colapso de la economía monetaria, el hambre y la peste, y el crimen.
Siria Palaestina se volvió mucho menos problemática para el gobierno imperial que Judea. El gobierno continuó permitiendo a los judíos ciertas libertades religiosas, como la exención del culto imperial, y gradualmente los gobernadores romanos permitieron a los judíos recuperar algunos de sus derechos comunales, como los tribunales locales y el gobierno interno, bajo la autoridad general del patriarca en Tiberías. A los samaritanos les fue peor, ya que los romanos tomaron medidas para evitar el resurgimiento del nacionalismo samaritano al fundar un templo pagano en el monte Gerizim, justo al sur de Neapolis, y se negaron a hacer concesiones a las prácticas religiosas samaritanas.
Judea no volvería a ser un centro de vida religiosa, cultural o política judía hasta la era moderna, aunque los judíos continuaron poblándola esporádicamente y todavía se produjeron importantes desarrollos religiosos allí. Galilea se convirtió en un importante centro del judaísmo rabínico, donde se compiló el Talmud de Jerusalén en los siglos IV y V. A raíz de la derrota, el mantenimiento del asentamiento judío en Palestina se convirtió en una de las principales preocupaciones del rabinato. Los Sabios se esforzaron por detener la dispersión judía, e incluso prohibieron la emigración de Palestina, marcando a los que se establecieron fuera de sus fronteras como idólatras.

## Gobernantes de la provincia

### Prefectos
- 6-9: Coponio
- 9-12: Ambíbulo
- 12-15: Anio Rufo
- 15-26: Valerio Grato
- 26-36: Poncio Pilatos
- 36-37: Marcelo
- 37-41: Marulo.

### Rey
- 41-44: Herodes Agripa I

### Procuradores
- 44-46: Cuspio Fado[119]
- 46-48: Tiberio Julio Alejandro
- 48-52: Ventidio Cumano
- 52-60: Marco Antonio Félix;[120]
- 60-62: Porcio Festo[121]
- 63-64: Luceyo Albino
- 64-66: Gesio Floro
- c. 66-70: Marco Antonio Juliano.

### Legados
- 70-71: Sexto Vetuleno Cerial
- 71-72: Lucilio Baso
- 72-81: Lucio Flavio Silva
- 80-85: Marco Salvideno
- 85-89: Gneo Pompeyo Longino
- c. 93: Sexto Hermentido Campano
- 99-102: Tiberio Claudio Ático Herodes
- 102-104: Cayo Julio Cuadrato Baso
- 105-107: Quinto Pompeyo Falcón
- 114-117: Tiberiano
- 117-118: Lusio Quieto
- 118-120 - Lucio Cosonio Galo
- c. 124-¿?: Gargilio Antiquo
- 130-132/3: Quinto Tineyo Rufo
- c. 133/4-135: Sexto Julio Severo